# Out of the Night (EP)
Out of the Night è il primo EP del gruppo musicale statunitense Great White, pubblicato nel 1983 dalla Aegean Records. Venne autofinanziato dalla band e vendette più di 8 000 copie in meno di tre mesi, durante il periodo in cui Great White si trovavano in tour di spalla ai Dokken. Questo attirò l'attenzione della EMI, che decise di mettere sotto contratto il gruppo per la pubblicazione del loro primo full-length omonimo l'anno successivo. È stato ristampato nel 1987 dall'Enigma Records sotto il titolo di On Your Knees, probabilmente per capitalizzare la crescente popolarità ottenuta dalla band grazie all'album Once Bitten.
L'intero contenuto dell'EP è stato inserito nell'album dal vivo Recovery: Live! e tre tracce (Out of the Night, On Your Knees e Dead End) sono state ri-registrate per l'inclusione nel primo disco del gruppo.

## Tracce
1. Out of the Night – 2:14 (Jack Russell, Mark Kendall)
2. Last Time – 3:42 (Russell, Kendall)
3. On Your Knees – 4:19 (Russell, Kendall)
4. No Way – 2:57 (Russell, Kendall)
5. Dead End – 3:22 (Russell, Kendall, Gary Holland)

## Formazione
Great White
- Jack Russell – voce
- Mark Kendall – chitarre, cori
- Lorne Black – basso
- Gary Holland – batteria, cori

Altri musicisti
- Don Dokken, Michael Wagener, Alan Niven – cori in On Your Knees
- Mary Ulanskas – cori aggiuntivi in On Your Knees

Produzione
- Michael Wagener – produzione, ingegneria del suono, missaggio
- Don Dokken – produzione
- Alan Niven – produzione in No Way, produzione esecutiva
- Sabrina Buchanek – missaggio (assistente)
- Jack Hunt – mastering